# معركة فارسالوس
معركة فارسالوس(بالإنجليزية: Battle of Pharsalus)‏، وقعت بين جيشي قائدي الرومان يوليوس قيصر وبومبيوس الكبير عام 48 ق م. غزا يوليوس قيصر بلاد الغال ـ فرنسا حاليًا ـ (58-51ق.م)، وأصبح على أثر ذلك أقوى قائد عسكري في بلاد الرومان. وخشي بومبيوس ومجلس الشيوخ، في روما، من قوة قيصر وطموحه. فاشتعلت الحرب الأهلية.
أحرز بومبيوس النصر في البداية. فعندما التقى الجيشان الخصمان عند فارسالوس (فارسالا حاليًا) في اليونان كان جيش بومبيوس الذي يزيد على 40,000 رجل يفوق جيش قيصر عددًا. ومع ذلك، فقد صمد جنود قيصر المشاة أمام هجوم العدو، وتقهقر فرسان بومبيوس في ارتباك، عندها أمر قيصر بشنِّ هجوم مضاد من الجناح، وهو ما حطم جيش بومبيوس، وهرب عدد كبير من جنوده واستسلم أكثر من نصف رجاله، بينما خسر جيش قيصر ما يقل عن 250 قتيلا
كانت معركة فارسالوس هي المعركة الحاسمة لحرب قيصر الأهلية. في 9 أغسطس 48 ق.م في فارسالوس التي تقع في وسط اليونان، شكّل غايوس يوليوس قيصر وحلفاؤه جيشًا مناوئًا للجمهورية بقيادة غنايوس بومبيوس ماغنوس («بومبيوس الكبير»). كان بومبيوس يحظى بتأييد غالبية أعضاء مجلس الشيوخ الروماني (السيناتوس)، الذين كان كثيرون منهم من الأوبتيميتس، وكان جيشه يفوق تعداد الفيالق القيصرية المخضرمة بكثير.
تواجه الجيشان في معارك دارت على مدى عدّة أشهر دون حسم نتيجة المعركة، وكان قيصر في موقفٍ أضعف بكثير من موقف بومبيوس. إذ وجد السابق نفسه معزولًا في أرض العدو ولديه 22 ألف رجلٍ فقط ويعاني من نقصٍ في المُؤن، بينما واجهه بومبيوس على الجانب الآخر من النهر بنحو ضعف العدد. أراد بومبيوس إطالة أمد الحرب، مُدركًا أن العدو سوف يستسلم في نهاية المطاف بسبب الجوع والإنهاك. بعد أن تعرّض لضغوط من أعضاء مجلس الشيوخ الحاضرين وضباطه، شارك على مضض في معركة وتكبّد هزيمةً ساحقة، وفرّ هاربًا بصحبة رجاله في نهاية المطاف من معسكر القتال، متنكّرًا بزيّ مواطنٍ عادي. ومع ذلك، اغتيل بومبيوس في مصر البطلمية بأمرٍ من بطليموس الثالث عشر.